# Empoasca dolichi
Empoasca dolichi är en insektsart som beskrevs av Pasquino Paoli 1930. Empoasca dolichi ingår i släktet Empoasca och familjen dvärgstritar. Inga underarter finns listade i Catalogue of Life.